# Dyer (Indiana)
Dyer es un pueblo ubicado en el condado de Lake en el estado estadounidense de Indiana, literalmente pegado a la frontera con el estado de Illinois. En el Censo de 2010 tenía una población de 16390 habitantes y una densidad poblacional de 1.036,73 personas por km².

## Geografía
Según la Oficina del Censo de los Estados Unidos, Dyer tiene una superficie total de 15.81 km², de la cual 15.81 km² corresponden a tierra firme y (0%) 0 km² es agua.   41°30′01″N 87°30′44″O

## Demografía
Según el censo de 2010, había 16390 personas residiendo en Dyer. La densidad de población era de 1.036,73 hab./km². De los 16390 habitantes, Dyer estaba compuesto por el 90.1% blancos, el 2.5% eran afroamericanos, el 0.24% eran amerindios, el 2.93% eran asiáticos, el 0.02% eran isleños del Pacífico, el 2.45% eran de otras razas y el 1.76% pertenecían a dos o más razas. Del total de la población el 9.27% eran hispanos o latinos de cualquier raza.